# Yellowstone National Forest

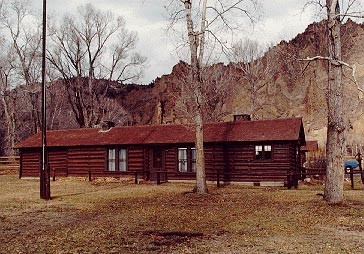
Wapiti Ranger Station

Der Yellowstone National Forest ist ein ehemaliger Nationalforst der Vereinigten Staaten, der zuerst am 30. März 1891 als Yellowstone Park Timber Land Reserve mit einer Fläche von 5.014,2 km² eingerichtet wurde. Am 22. Mai 1902 wurde er zum Yellowstone Forest Reserve auf 26.632 km² erweitert. Der Yellowstone National Forest gilt als erster US-Nationalforst.
Die Einrichtung des Reservats wurde erstmals 1882 von General Philip Sheridan nach einem Besuch im Yellowstone-Nationalpark vorgeschlagen. Sheridan empfahl eine Ausdehnung des Parks um 64 Kilometer nach Osten und um zehn Kilometer nach Süden. Senator George Graham Vest leitete ein entsprechendes Gesetz ein, das jedoch von der lokalen Opposition blockiert wurde. Die American Forestry Association befasste sich mit der Sache und bereitete ein neues Gesetz vor, mit dessen Hilfe der Präsident der Vereinigten Staaten Land stilllegen und als „Waldreservat“ ausweisen durfte. Präsident Benjamin Harrison proklamierte daraufhin das Reservat am 30. März 1891 und richtete sich dabei größtenteils nach Sheridans Empfehlungen. Einige Gebiete im nordöstlichen Teil des vorgesehenen Reservats wurden ausgeschlossen, um Bergbau im Quellgebiet des Clark Fork River zu ermöglichen. Das Land war der erste US-Nationalforst. Er stand zunächst unter derselben militärischen Verwaltung wie der Yellowstone-Nationalpark.
1902 wurden Gebiete mit dem Teton Forest Reserve ausgetauscht und das Reservat unter eine zivile Verwaltung gestellt. Bei Wapiti am North Fork Shoshone River wurde die erste nationale Ranger Station eingerichtet.
Am 9. Januar 1903 wurde das nun umbenannte Yellowstone Forest Reserve mit dem Absaroka Forest Reserve und dem Teton Forest Reserve zusammengelegt, die zusammen am 4. März 1907 den Yellowstone National Forest bildeten. 1905 wurden alle bundesstaatlichen Wälder unter Leitung des U.S. Forest Service gestellt. Als Folge einer größeren Umorganisation wurde das Gebiet am 1. Juli 1908 aufgelöst und in die Targhee, Teton, Wyoming, Bonneville, Absaroka, Shoshone und Beartooth National Forests aufgeteilt.